# 米拉弗洛雷斯區 (堯約斯省)
12°16′27″S 75°51′01″W / 12.2742°S 75.8503°W
米拉弗洛雷斯區（西班牙語：Distrito de Miraflores），是秘魯的一個區，位於該國中南部利馬大區的堯約斯省，始建於1936年3月13日，面積226.2平方公里，海拔高度3,660米，2005年人口355，人口密度每平方公里1.6人。